# Kishunpur
Kishunpur es  un pueblo y nagar Panchayat situado en el distrito de Fatehpur en el estado de Uttar Pradesh (India). Su población es de 7000 habitantes (2011). 

## Demografía
Según el  censo de 2011 la población de Kishunpur era de 7000 habitantes, de los cuales 3671 eran hombres y 3329 eran mujeres. Kishunpur tiene una tasa media de alfabetización del 65,62%, inferior a la media estatal del 67,68%: la alfabetización masculina es del 75,19%, y la alfabetización femenina del 54,90%.